# 손흥민
손흥민(孫興慜, 1992년 7월 8일~)은 대한민국의 축구 선수로, 포지션은 공격수이다. 미국 메이저 리그 사커의 로스앤젤레스 FC와 대한민국 축구 국가대표팀 소속으로 활동하고 있으며 대한민국 축구 국가대표팀의 주장을 맡고 있다. 2025년 기준으로 프리미어리그와 UEFA 챔피언스리그의 역대 아시아 선수 최다 득점자이며 구단에서의 업적을 바탕으로 역대 최고의 아시아 축구 선수 중 한 명으로 간주되고 있다.
16세에 독일로 건너가 함부르거 SV에 입단했으며 2010년 분데스리가에 데뷔했다. 2013년에 클럽 최고 이적료인 1,000만 유로(약 161억 원)에 바이어 04 레버쿠젠으로 이적했으며 2년 후 2015년에 아시아 축구 선수 역대 최고 이적료인 3천만 유로(약 400억 원)의 이적료로 프리미어리그의 토트넘 홋스퍼에 입단했다. 토트넘에서 뛰는 동안 프리미어리그와 UEFA 챔피언스리그의 역대 아시아 선수 최다 득점자가 되었으며 2019년 차범근이 기록했던 유럽 프로 축구 대회 한국 선수 최다 득점 기록(121득점)을 경신했다. 2018-19시즌 박지성의 뒤를 이어 UEFA 챔피언스리그 결승에 선발로 출전한 두 번째 아시아 축구 선수가 되었고 2020년 FIFA 푸슈카시상을 받았다.
2021-22시즌에 모하메드 살라와 함께 리그 23득점을 기록하며 아시아 선수로는 최초로 프리미어리그 골든 부츠를 수상했고 2023년 4월에는 프리미어리그에서 통산 100골을 넣은 최초의 아시아 선수가 되었다. 2023-24시즌 토트넘 홋스퍼의 주장으로 임명되었고 2024-25시즌 구단의 UEFA 유로파리그 우승에 기여했다. 2015년부터 2025년까지 토트넘 홋스퍼 소속으로 173득점 101도움을 기록하며 2025년 기준으로 토트넘 홋스퍼 역사상 최다 득점자 4위와 최다 어시스트 기록을 세운 그는 2025년 약 2,000만 파운드(약 373억 원)의 이적료로 토트넘 홋스퍼에서 로스앤젤레스 FC로 이적하며 메이저 리그 사커 역대 최고 이적료 기록을 경신했다.
2010년부터 대한민국 국가대표팀 선수로 활동한 손흥민은 2014년, 2018년, 2022년 FIFA 월드컵에 대한민국 국가대표로 참가했으며, 박지성, 안정환과 함께 3골로 동률을 기록한 대한민국팀 월드컵 공동 최다 득점자이다. AFC 아시안컵에 4회(2011, 2015, 2019, 2023) 참가하여 2015년 대회에서 준우승을 차지했고 올림픽 대표팀 선수로 2016년 하계 올림픽에 참가했으며 2018년 아시안 게임에서 금메달을 획득했다. 그는 2025년 기준으로 국가대표 선수로서 A매치에 134경기 출전하여 51골을 기록하여 대한민국 대표팀 출전 순위와 득점 순위 2위 자리에 올랐다.
손흥민은 축구 선수로서 달성한 업적을 바탕으로 대한민국 축구계의 대표적인 인물로 여겨지고 있다. 2019년부터 포브스 코리아 파워 셀러브리티 40인에 계속 선정되었으며 2023년부터 2025년까지 2위에 올랐고 2022년 6월에는 축구 선수로는 최초로 대한민국 체육인으로 받을 수 있는 최고 권위 훈장인 청룡장을 받았다. 그는 대한민국과 아시아에서 토트넘 홋스퍼의 인지도를 높인 인물이라는 평가를 받고 있다.

## 어린 시절
1992년 7월 8일 강원도 춘천시 후평동에서 축구 선수 출신인 손웅정과 길은자의 차남으로 태어났다. 손웅정이 막노동을 했다고 할 정도로 집안 환경이 가난했고 학업에 열중은 못 했다. 다만 축구 선수였던 아버지의 영향으로 유전적으로 축구에 재능이 있었다고 한다.
손흥민은 부안초등학교를 졸업했고, 후평중학교에 입학한 후 2학년 때 육민관중학교 축구부에 들어가기 위해 육민관중학교로 전학을 갔다. 이후 FC 서울의 유스팀인 동북고등학교 축구부에 입학하기 위해 중학교 3학년에 다시 서울의 동북중학교로 전학하여 동북중학교를 졸업했다. 2008년 FC 서울의 U-18팀이었던 동북고등학교 축구부를 다니던 중 대한축구협회가 진행한 우수선수 해외유학 프로젝트에 선발되어 2008년 8월 동북고등학교를 중퇴하고 독일 분데스리가의 함부르거 SV 유소년팀에 입단했다.
손흥민은 함부르거 유스팀 주전 공격수로 2008년 6월 네덜란드에서 열린 4개국 경기에서 4게임에 출전, 3골을 터뜨렸다. 1년 간의 유학 후 2009년 8월 한국으로 돌아온 후 10월에 개막한 FIFA U-17 월드컵에 출전하여 3골을 터트리며 한국을 8강으로 이끌었다. 그해 11월 함부르거 SV의 정식 유소년팀 선수 계약을 체결하였으며 독일 U-19 리그 4경기 2골을 넣고 2군 리그에 출전을 시작했다.

## 구단 경력

### 함부르거 SV

#### 2010-11 시즌
2010-11 시즌을 앞둔 프리시즌 경기에서 손흥민은 첼시를 상대로 역전골을 넣는 등 탁월한 골 결정력으로 인해 주목을 받기 시작하였다. 하지만 바로 그 경기에서 입은 부상으로 시즌이 시작한 후 2010년 10월 28일 아인트라흐트 프랑크푸르트와의 DFB-포칼 경기에서 데뷔전을 가졌다. 2010년 10월 30일 1. FC 쾰른전에서 분데스리가리그 데뷔와 함께 데뷔골을 넣었다. 그는 18세의 나이로 골을 넣으며 39년동안 계속되던 만프레트 칼츠의 함부르거 SV 역대 최연소 득점 기록을 새로 세웠다. 2010년 11월 20일 하노버와의 리그 경기에서 시즌 2, 3호골 득점을 했다. 팀이 0:1로 뒤진 전반 40분 동점골을 넣었고, 후반 9분에는 역전골을 넣었으나 팀은 2:3으로 역전패했다.

#### 2012-13 시즌
2012-13 시즌 아인트라흐트 프랑크푸르트와의 3라운드 원정경기에서 손흥민은 시즌 첫 골을 성공시켰다. 하지만 팀은 2:3으로 패배했다. 또한 보루시아 도르트문트와의 4라운드 경기에서 시즌 2호 골과 3호 골을 연달아 넣으며 3:2 승리에 일조했다. 이후 그로이터 퓌르트와의 7라운드 경기에서 1골을 넣어 팀의 1:0 승리를 이끌었으며, 리그 득점 랭킹을 공동 2위로 올렸다. FC 아우크스부르크와의 9라운드 원정경기에서 선제골이자 5호 골을 터뜨려 팀의 2:0 승리를 이끌었다. 마인츠 05와의 12라운드 경기에서 6호 골을 터뜨려 함부르거의 1:0 승리의 결승골을 넣었다. 베르더 브레멘과의 19라운드 경기에는 0:1로 뒤지던 전반전에 자신에게 오는 크로스를 받아 측면 돌파에 이은 슈팅으로 7호 골이자 동점골을 넣어 팀의 3:2 역전승에 큰 도움을 줬다. 보루시아 도르트문트와의 21라운드 경기에서는 1:1로 맞서던 전반전에 수비수 한명을 제치고 측면 돌파후 왼발 감아차기 슈팅으로 시즌 8호 골이자 역전골을 넣었고, 후반 44분 낮은 크로스를 오른발 슈팅으로 연결해 9호 골을 넣으면서 팀의 4:1 승리를 이끌었고, 최고 평점을 받음과 동시에 함부르거 SV의 리그 순위 또한 5위로 상승하였다. 4월 14일 마인츠 05와의 경기에서 10호, 11호 2골을 몰아쳐 팀의 2:1 승리에 크게 기여하는 동시에 대한민국 선수로는 차범근, 설기현, 박주영에 이어 네 번째 유럽파 두자릿 수 득점을 달성했으며, 특히 빅리그(잉글랜드 프리미어리그, 독일 푸스발-분데스리가, 스페인 라리가, 이탈리아 세리에 A)에서는 차범근에 이어 두 번째이다. 뒤이어 어린 나이에 12호 골도 성공시켰다. 그러나 함부르거는 최종전을 꼭 승리해야 UEFA 유로파리그에 진출할 수 있었다. 그러나 상대는 3위 바이어 04 레버쿠젠이었다. 후반 종료 직전까지 동점을 이어왔으나 슈테판 키슬링의 슈팅이 골로 들어가 0:1로 패배 하였다. 손흥민은 시즌이 종료된 후 이적시장이 시작되자 프리미어리그에서는 맨체스터 유나이티드, 첼시, 토트넘 홋스퍼 등이 노렸고 분데스리가에서는 보루시아 도르트문트, 바이어 04 레버쿠젠이 영입전을 벌였다. 하지만 손흥민은 자신이 주전으로 뛸 수 있고 경쟁력이 충분히 있는 팀이라는 조건에 부합했던 바이어 04 레버쿠젠으로 이적을 확정지었다.

### 바이어 04 레버쿠젠

#### 2013-14 시즌
바이어 04 레버쿠젠은 2013년 6월 13일 손흥민과 5년 계약을 맺었다고 발표했다. 이적료는 1천 만 유로로 추정된다. 프리시즌 3경기에서 경기당 1골씩을 넣었다. 6부 리그 소속 SV 립슈타트와의 DFB-포칼 1라운드(64강)에서 레버쿠젠 이적 후 첫 공식 시즌 1호골을 넣었고 1도움도 기록했다. 분데스리가 개막전 SC 프라이부르크와의 경기에서 시드니 샘의 도움을 받으며 1골을 기록했고(리그 1호골이자 시즌 2호골), DFB-포칼 2라운드(32강)에서 아르미니아 빌레펠트와의 경기에서 라르스 벤더의 패스를 받아 오른발 슈팅으로 마무리해 득점을 올렸고, 1도움도 기록하며 팀의 2:0의 승리를 이끌었다. 2013년 11월 9일에 열린 친정팀 함부르거 SV와의 경기에서 해트트릭(리그 2,3,4호골)을 기록하였고 후에 슈테판 키슬링의 골을 도우면서 팀의 5:3 승리에 큰 역할을 하였다.(3골 1도움) 이 해트트릭은 설기현에 이어 두번째로 한국 선수가 유럽 리그에서 기록한 해트트릭이고, 아시아에선 4번째로 기록됐으며, 이 골은 91일만에 넣은 골이라 더욱 의미 있는 해트트릭이었다. 이 활약으로 평점 만점을 받았으며 MOM (Man Of the Match)에도 선정되었다. 또한 FIFA는 10일 홈페이지 '메인화면'에 37경기 무패행진으로 독일 분데스리가 신기록을 수립한 FC 바이에른 뮌헨과 더불어 함부르거 SV전에서 해트트릭을 기록한 손흥민의 활약상을 집중 조명했다. 그리고 손흥민은 '키커'지와 '빌트'지, '유로 스포르트', 그리고 골닷컴 독일판 등 독일 유력 언론사들 선정 12라운드 베스트 일레븐을 싹쓸이했으며, 영국 통계 전문 사이트 후스코어드닷컴도 분데스리가 12라운드 베스트 11을 발표하며 미드필더 중 한 명으로 손흥민을 포함했다. 이날 손흥민은 아드리안 라모스(헤르타 BSC)와 함께 최고 평점인 10점을 받았다. 또한 FC 바이에른 뮌헨의 에이스 프랑크 리베리와 프랑크푸르트전 2골의 주인공 티보 베르너를 제치고 손흥민이 '키커'지 선정 2013/14 시즌 12라운드 이 주의 선수(1명 선정)에 올랐다. 또 손흥민은 분데스리가 12라운드 MVP에도 뽑혔다. 분데스리가 공식 홈페이지는 12일 "최우수선수 투표결과 손흥민이 52%의 득표로 12라운드 최고의 선수로 뽑혔다"라고 밝혔다. 11월 31일 FC 뉘른베르크와의 14라운드 경기에서 전반 36분 곤살로 카스트로의 측면 패스를 오른발 논스톱 슈팅으로 성공시키며 리그 5호골을 기록하였고 후반 31분 마찬가지로 곤살로 카스트로의 패스를 받아 왼발슛으로 리그 6호골을 기록하며 멀티골로 팀의 3:0 승리에 기여했다. 한 경기에서 두 골의 활약을 펼친 손흥민은 경기가 끝난 뒤 실시된 독일 현지 언론 평가에서 최고점인 평점 10점을 획득하였다. 보루시아 도르트문트와의 15라운드 경기에서 전반 18분 곤살로 카스트로의 패스를 받아 골키퍼를 제치고 왼발로 선제골이자 결승골인 리그 7호 골을 기록해 팀의 1:0 승리를 이끌었다. 20라운드 묀헨글라드바흐와의 경기에서 후반 16분 시드니 샘의 패스를 받아 오른발 중거리 슛으로 선제골이자 결승골을 넣어 팀의 1:0 승리를 이끌었다. SV 베르더 브레멘와의 34라운드 경기에서 후반 53분 헤딩으로 결승골인 리그 10호 골로 팀의 2:1 승리를 이끌었다. 이로써 두 시즌 연속 두 자릿수 득점을 달성했다.

#### 2014-15 시즌
SL 벤피카와의 UEFA 챔피언스리그 조별리그 C조 2차전에서 전반 34분 팀의 두 번째 골을 터트렸다. 레버쿠젠이 3-1로 승리하면서 손흥민의 골은 결승골이 됐다. UEFA는 10월 3일 인터넷 홈페이지를 통해 2라운드 베스트11을 발표하며 손흥민을 포함시켰다.

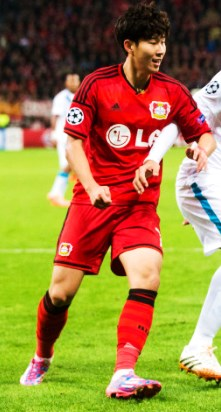
2014년 레버쿠젠 소속 시절 제니트전 당시의 손흥민

11월 5일 열린 UEFA 챔피언스리그 조별리그 4라운드에서 제니트 상트페테르부르크를 상대로 챔피언스리그 2, 3호 골로 멀티골을 득점하였으며 팀은 2:1 로 승리, MOM에 선정되었고, UEFA는 "손흥민이 2골을 터뜨려 레버쿠젠이 3연승을 달릴 수 있었다" 고 평가했다. 그리고 2라운드에 이어 챔피언스리그 주간 베스트 11에 선정되었다.
2015년 2월 14일 푸스발-분데스리가 2014-15 21라운드 VfL 볼프스부르크와의 경기에서 통산 2번째 해트트릭을 기록했으나 바스 도스트가 4골을 넣는 활약을 하며 4-5로 패배하였다. 경기가 끝난 후에는 케빈 더 브라위너와 유니폼을 교환하는 모습을 보이기도 했다. 이 경기는 VfL 볼프스부르크가 바이아레나에서 기록한 첫 승이기도 하다. 2015년 4월 11일 마인츠와의 리그 경기에서 1골을 성공시켜 리그 11호골이자 시즌 17호골을 기록하였다. 이로써 세 시즌 연속 두자릿수 득점을 올렸다.

### 토트넘 홋스퍼 FC

#### 2015-16 시즌
2015년 8월 독일과 영국의 언론으로부터 토트넘 이적설이 보도되었다. 2015년 8월 28일 토트넘 홋스퍼 FC는 2150만 파운드의 이적료로 손흥민과 5년 계약을 체결하였다고 발표하였다. 이로써 손흥민은 10년 만에 토트넘 홋스퍼 FC의 유니폼을 입은 한국 선수가 됐는데 공교롭게도 입단 날짜(8월 28일)가 똑같이 나왔다.
같은 해 9월 17일 토트넘 홋스퍼 FC 홈 구장인 화이트 하트 레인에서 열린 카라바흐와의 2015-16 UEFA 유로파리그 J조 1차전에서 히샤르 아우메이다에게 허용한 골을 따라잡는 동점골을 기록하며 손흥민이 토트넘에서의 첫 골을 기록하였다. 2분 뒤인 전반 29분에는 역전골을 성공시키며 멀티골을 기록한 뒤 후반 23분 해리 케인과 교체되었다. 경기는 케인의 쐐기골과 함께 3-1로 마무리되었다. 이날 오랜만에 최전방 스트라이커로 나선 손흥민은 양 팀 내 최고 평점인 9.2점을 기록하여 MOM에 선정되었다. 9월 20일 홈구장에서 열린 2015-16 EPL 6라운드에서 68분 크리스티안 에릭센의 패스를 받고 질주한 뒤 강력한 왼발슛으로 결승골을 만들어냈다. 이 골로 손흥민은 자신의 프리미어리그 데뷔골이자 리그 1호골을 만들었다. 이날 손흥민은 양 팀 내 최고 평점인 8.3점을 기록하여 MOM에 선정되었다. 11월 23일 웨스트햄 유나이티드에 승리한 리그 홈 경기에서 후반 38분 워커의 쐐기골을 도우며 정규리그 첫 도움을 기록하였다. 11월 27일 아제르바이잔의 아그담의 토피크 바흐라모프 스타디움에서 열린 카라바흐와의 유로파리그 조별 예선 5차전에서 선발 출전해 해리 케인의 결승골을 도우면서 팀의 1-0 승리를 도왔다. 12월 11일 영국 런던의 화이트 하트레인에서 열린 AS 모나코와의 유로파리그 조별 예선 6차전에 선발 출전해 1도움을 올리면서 팀의 4-1 완승에 일조했다. 리그 19라운드에서는 교체 출전해 후반 44분 트리피어의 크로스를 힐킥으로 넣어 극적으로 승리를 거두었다. 이 골은 9월 20일 EPL 데뷔골이 나온지 3개월 만에 나온 시즌 4호골이자 프리미어리그 2호골이다. 2016년 1월 20일 레스터 시티를 상대한 2015-16 FA컵 3라운드 재경기에서 선발 출전해 39분 선제골을 터뜨린 데 이어 66분 정확한 패스로 나세르 샤들리의 쐐기골을 도우며 팀의 FA컵 32강 진출을 이끌어 냈고, 경기 MOM으로 선정되었다. 3월 18일 열린 2015-16 UEFA 유로파리그 16강 2차전 보루시아 도르트문트와의 경기에서 만회골이자 유로파 리그 3호골과 동시에 시즌 6호골을 넣었다. 하지만 팀은 1,2차전 합계 1-5로 대패하고 말았다. 5월 3일 열린 리그 36라운드 첼시와의 경기에서 선발 출장해 이바노비치의 패스미스를 따낸 해리 케인이 에릭센한테 공을 넘겨주었고, 마침 침투해 들어가던 손흥민이 에릭센의 스루 패스를 받아 오른발로 골문에 밀어넣었다. 4개월 만에 기록한 리그 3호골이자 시즌 7호골이였다. 경기 후 축구 통계 웹사이트 후스코어드닷컴은 손흥민에게 팀에서 두번째로 좋은 평점인 7.54를 부여했다. 이어 2016년 5월 8일 사우스햄튼 FC 전에서도 선발 출전했고 골키퍼를 포함해 3명의 선수를 제치고 선제골을 넣었다. 이날 경기 이후 손흥민은 축구 통계 웹사이트 후스코어드닷컴에서 토트넘 최우수 선수로 선정되었다. 그러나 팀은 1-2로 역전패했다.

#### 2016-17 시즌
2016-17 시즌 개막을 전후로 VfL 볼프스부르크 이적설이 제기되었으며, 토트넘 홋스퍼 FC 측이 볼프스부르크의 제의를 거절하며 일단락되었다.
9월 11일에 있었던 스토크 시티와의 경기에서 2골을 터뜨리고 케인의 골을 어시스트하는 활약을 펼치며 팀의 4:0 대승에 크게 기여하였다.
손흥민은 이 경기에서 MOM으로 선정되었으며 프리미어리그 주간 베스트 11, 후스코어드 선정 유럽5대리그 베스트11에 이름을 올렸다. 그 다음 경기인 선덜랜드와의 경기에서 다시 한번 맹활약을 펼치며 득점자인 해리 케인보다 높은 평점인 8.3점을 받아 2경기 연속 MOM에 선정되었다. 이어 미들즈브러와의 리그 6R 경기에서 멀티골, 드리블돌파성공 7회, 패스성공율 90%, 키패스 2개를 기록하며 3경기 연속 MOM에 선정되었고, 지난 4R에 이어 프리미어리그 주간 베스트11, 후스코어드선정 유럽5대리그 베스트11에 선정되었다. 또, 프리미어리그 이주의 선수로 선정되었다. EPL 사무국은 25일 공식 홈페이지를 통해 현재까지 EPL 선수들의 순위를 매겼는데 각종 수치를 종합해 매긴 통계 부문에서 37포인트로 9위에 이름을 올리며 역대 한국인 프리미어리거 중 유일하게 10위권에 진입했다. CSKA 모스크바와의 UEFA 챔피언스리그 조별 리그 E조 2차전 경기에 선발로 나서 결승골을 넣으며 4경기째 공식 MOM으로 선정되었다. 또, 英 BBC에서도 MOM으로 손흥민을 선정하였다.스카이스포츠가 선정하는 2016-17 시즌 선수 파워랭킹 6주차 순위에서는 맨체스터 시티의 데 브라이너에 이어 2위를 기록했다. 맨체스터 시티 FC와의 7R경기에 최전방 원톱으로 선발에 나서 델레의 골을 어시스트해 리그 2호 도움을 기록하며, 英 BBC에서 MOM, 주간 베스트11에 선정되었으며, ESPN 선정 주간 베스트 11에 이름을 올렸다. EPL 사무국은 3일 공식 홈페이지를 통해 현재까지 EPL 선수들의 순위를 매겼는데 8번째에 이름을 올리며 지난 9위에서 한계단 상승하며 또 다시 기록을 갱신했다. 축구 통계 웹사이트 후스코어드는 손흥민을 프리미어리그 9월의 선수로 선정하였고, 유럽 5대 리그 9월 베스트 11으로 선정하였다. 아시아 선수가 이달의 선수로 선정된 것은 최초의 일이다.
글로벌 스포츠 매체 'ESPN'은 4일 이주의 유럽 5대 리그 파워 랭킹 10위를 발표했는데 10위에 이름 올렸다. '스카이스포츠'가 공개한 EPL 7주차 파워 랭킹에서는 1위를 기록하였다. 또한 유럽 스포츠 미디어 그룹 ESM이 발표하는 9월 유럽 베스트 11에 선정되었다. 10월 11일 미들즈브러전에서 터트린 결승골이 토트넘 선정 9월의 골을 수상했는데 이 골은 41%의 투표율을 기록했고, 스토크 시티전 두번째 골은 30%의 득표율로 2위를 기록하며 1,2위 모두 손흥민의 골이 선정되었다. 14일 잉글랜드 프리미어리그(EPL) 사무국이 선정하는 'EA스포츠 9월의 선수'로 뽑혀 이달의 선수상을 아시아 최초로 수상했다.
주전으로 자리를 잡고 상승세를 이어갈것 같았지만 케인이 부상으로 돌아오고 난 후 케인의 활약과 중요한 경기속에서 매우 좋은 승률을 가진 3백 전술로 카일 워커와 대니 로즈가 윙으로 올라와 자리를 잡으며 손흥민은 교체선수로 기용이 되었다. 하지만 손흥민은 여기서 멈추지 않았다. 교체로 나오며 골과 어시스트, 순간적인 스피드로 위협적인 자신의 강점을 명확하게 모든이들에게 보여주었다.

#### 2017-18 시즌
시즌을 앞두고 팔 골절 부상으로 프리시즌 및 개막전에 불참했지만 프리미어리그 3라운드 스완지전 왼쪽 윙백으로 선발 출전해 좋은 모습을 보여주었다. 필 네빌은 손흥민에게서 박지성의 모습이 보인다고 극찬했다. 리버풀전과 크리스탈 팰리스전에서 각각 1골을 기록하며 팀의 승리를 이끌었다.
게다가 리그15라운드에서 선발로 출전한 경기에서 유일하게 득점을 올려 팀이 1:1로 비기는 경기에서 활약하였다. 1월 14일(한국시간)에 에버튼과의 경기에서 1골 1도움을 기록하여 2004년 저메인 데포의 홈경기 5경기 연속 득점이후 14년 만에 두번째로 홈에서의 5경기 연속 득점 선수가 되었다. 그리고 이 경기에서 MOM에 선정되었다. 대한민국 축구의 전설인 차범근 해설위원과 박지성 유스전략위원장은 한결같이 손흥민은 자신들을 능가하는 축구 성적과 실력을 보유하고 있다고 극찬한 바 있다. 2월 28일, 손흥민은 FA컵 5라운드 로치데일과의 대결에서 2골 1어시의 엄청난 활약을 보여주었다. 또한 손흥민은 페널티킥을 유도했지만 VAR판독에 의해 무산되었다. 3월 3일, 손흥민은 EPL 29라운드 허더즈필드와의 경기에서 2골을 넣었다. 3월 11일, 손흥민은 EPL 30라운드 본머스와의 경기에서 선발 출전해 2골을 터뜨리며 토트넘의 4-1 역전승을 이끌었다. 최근 4경기 연속골이자 리그 11·12호골, 시즌 17·18호골이다. 손흥민은 이달 1일 로치데일(3부리그)과의 잉글랜드 FA컵 16강전에서의 2골을 시작으로 3일 허더즈필드와의 리그 29라운드에서 2골, 8일 유벤투스(이탈리아)와의 유럽축구연맹(UEFA) 챔피언스리그 16강전에서 1골을 넣었다.

#### 2018-19 시즌
2019년 4월 10일 맨시티의  홈구장에서 열린 맨시티와의 8강 1차전 경기에서 결승골을 넣었다.
2019년 4월 18일 영국 맨체스터의 에티하드 스타디움에서 펼쳐진 맨체스터 시티와의 2018-2019 유럽축구연맹(UEFA) 챔피언스리그 8강 2차전 경기에서 멀티골을 기록했다. 토트넘은 이날 경기에서 3-4로 패배했지만, 1·2차전 종합 스코어에서 4-4 동률을 이뤘고 원정 다득점 원칙에 따라 준결승행 티켓을 따냈다. 이날 2골을 추가한 손흥민은 시즌 20호골을 달성했다. 정규리그에서 12골, FA컵 1골, 리그컵 3골, 챔피언스리그에서 4골을 넣었다.토트넘은 챔피언스리그 결승까지 진출했지만 챔피언스리그 결승전 리버풀과의 경기에서 모하메드 살라와 디보크 오리기에게 실점을 허용하며 2대0 아쉽게 패배했다

#### 2019-20 시즌
2019년 12월 8일, 번리전에서 73m 드리블을 한 다음 원더골을 터트리며 화제가 되었다. 이 골은 2020 프리미어리그 올해의 골에 선정되고 한국인 최초로 푸스카스상을 받았다.
2020년 2월 16일, 손흥민은 아스톤 빌라를 상대로 2골을 기록해 3:2 토트넘 승리에 기여했다. 한편, 해당 경기 도중 상대팀 애즈리 콘사와의 경합 후 고통을 호소했었던 오른팔에 전완골부 요골 골절이 확인돼 수술 및 재활을 받았다.
2020년 4월 20일, 대한민국 제주특별자치도 서귀포시 대정읍 해병대 9여단에 입소해 3주간의 기초군사훈련을 받은 뒤 5월 8일 퇴소했다.
2020년 7월 4일, 박지성과 EPL 출장 기록을 나란히 하였다.

2020년 7월 13일, 아스널과의 북런던 더비에서 1골 1도움을 기록함으로써 시즌 10골·10도움을 달성했다. 19-20 시즌에 10-10 기록을 달성한 프리미어리그 선수는 맨체스터 시티의 케빈 데브라이너와 리버풀의 모하메드 살라, 그리고 그가 있다. 이러한 활약을 힘입어 손흥민은 BBC에서 선정한 EPL 35라운드 '이주의 팀' 선수로 선정되었다.

#### 2020-21 시즌
2020년 9월 20일, 사우샘프턴 FC을 상대로 4골을 기록함으로써 자신 커리어에서 프리미어리그 첫 해트트릭과 동시에 본인 커리어 사상 한경기 최다골과 EPL에서 아시아 선수로는 첫번째 포트트릭을 달성했다.
2020년 10월 5일, 맨체스터 유나이티드를 상대로 2골 1도움을 기록하며 맨체스터 유나이티드 상대로 첫 골과 동시에 멀티골을 기록했다.
10월 A매치 휴식기 이후 2020년 10월 19일(한국시간)에 열린 웨스트햄 유나이티드와의 홈 경기에서 경기 시작 45초만에 골을 기록함으로써 토트넘 홋스퍼 스타디움의 최단시간 골기록을 세웠고 1도움도 추가로 기록했다.
2020년 10월 27일(한국시간) 번리전에선 후반 31분 결승 헤더골을 기록하며 2020년 10월 27일 기준, 리그 8골로 리그 득점 단독 1위에 올라섰다.
2020년 11월 22일(한국시간) 맨시티와의 홈경기에선 전반 5분만에 골을 기록했다.
2020년 12월 8일(한국시간) 아스날과의 홈경기에선 전반 13분만에 오른발 중거리 감아차기로 팀의 선제골을 기록,해리 케인의 추가골을 도우며 10년만에 토트넘의 북런던 더비 2연승을 기록했다.
2020년 12월 17일 리버풀전에서 0:1로 뒤지던 중에 로셀소의 패스를 받아 동점골을 넣었다. 하지만 팀은 2-1로 패배하며 빛이 바랬다.
2021년 1월 2일 새해 첫 경기인 리즈전에서 토트넘 소속 통산 100호 골을 기록했다.
2021년 1월 6일 카라바오 컵 준결승 브렌트퍼드전에서 유럽무대 통산 150호골을 기록했다.
2021년 1월 17일 셰필드전에서 1도움을 추가하여 프리미어리그 통산 공격포인트 100개(65골 35도움)를 돌파했다.
2021년 2월 19일 유로파리그 32강 1차전 볼프스베르거전에서 헤더 골을 넣어, 자신의 한 시즌 최다 공격포인트 기록을 31개로 경신했다.
2021년 4월 22일 프리미어리그 사우샘프턴전에서 PK골을 넣어 리그 15골을 달성, 자신의 프리미어리그 한 시즌 최다골 기록을 경신했다. 최종적으로 시즌 17득점, 10어시스트를 기록해 아시아 선수로서는 최초로 PFA 시즌 베스트 일레븐에 선정되었다.

#### 2021-22 시즌
프리미어리그 개막전을 시작으로 3연승에 이어 3경기 연속 득점에 성공하였다.
이번 시즌 프리미어리그에서 35경기 23골 7도움을 기록하며 모하메드 살라와 함께 프리미어리그 득점왕에 오르는 쾌거를 썼다. 게다가 PK 득점이 5골 포함된 살라와는 달리 손흥민은 PK 득점이 하나도 없었기에 더욱 값진 수상이었다. 이외에 자신의 프리미어리그 한 시즌 최다 공격포인트 기록을 기존 27개(20-21시즌)에서 30개로 경신했다.

#### 2023-24 시즌
2023년 8월 12일, 손흥민은 위고 요리스의 뒤를 이어 토트넘 홋스퍼의 새 주장으로 선임되었다.

#### 2024-25 시즌
2025년 5월 22일 유로파리그 결승에서 맨체스터 유나이티드에 1대0으로 승리하여 유로파리그에서 우승하며 자신의 프로 커리어 최초로 우승을 하였다. 유럽대회에서 대한민국 주장으로써는 첫 우승을 경험하였다.
2025년 8월 2일 서울 여의도 IFC에서 열린 쿠팡플레이 시리즈 공식 기자회견에서 손흥민은 이번 여름에 토트넘을 떠나기로 했다고 직접 발표 하였다. 영국 언론 기브미스포츠에 따르면 그는 메이저 리그 사커의 로스앤젤레스FC에 입단할 예정이며 메이저 리그 사커 내에서 3번째로 높은 연봉을 받을 것이라고 전했다.

## 국가대표팀 경력

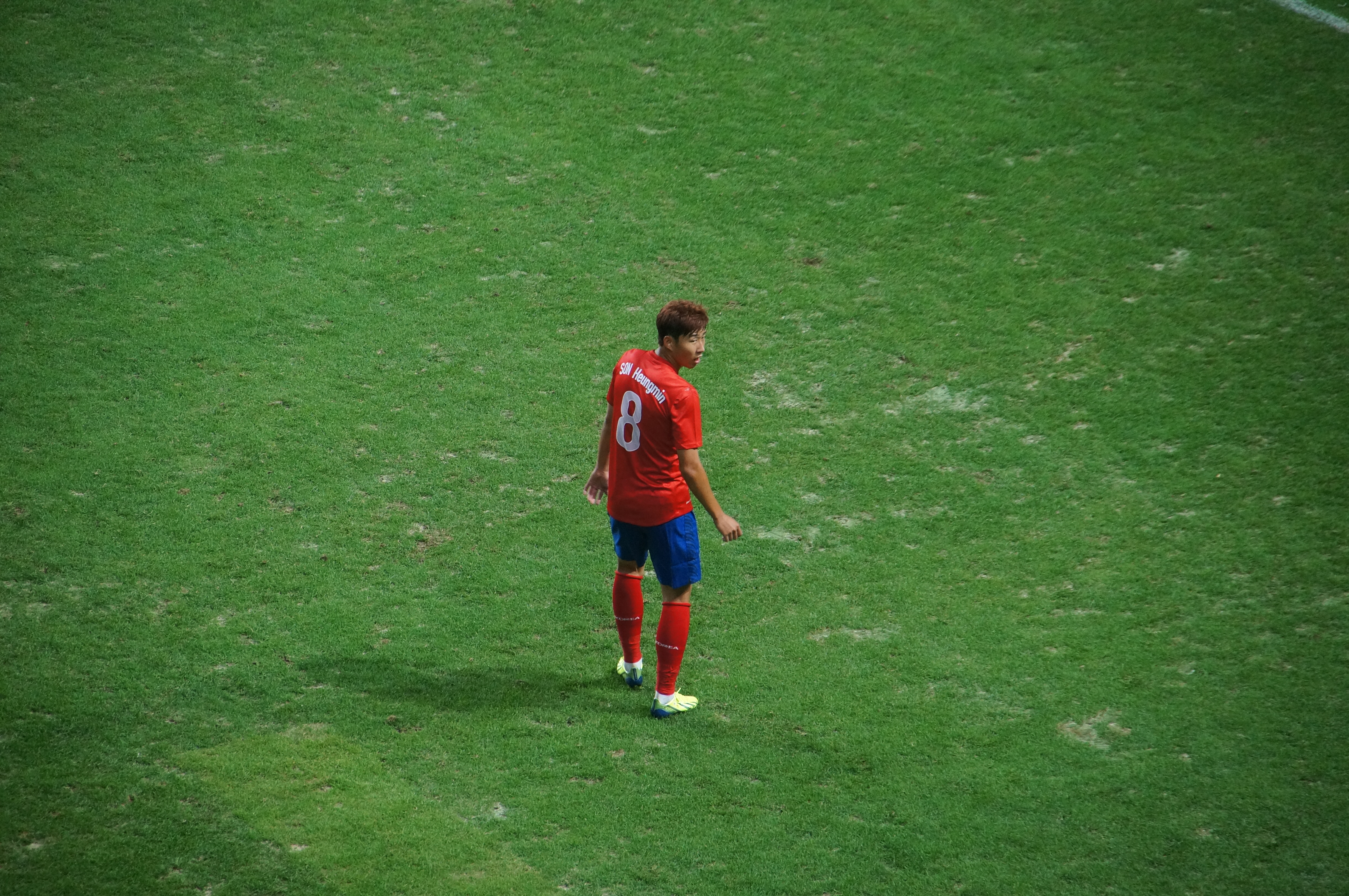
아이티와의 경기에서의 손흥민

손흥민은 2009년 나이지리아에서 열린 FIFA U-17 월드컵에서 대표팀 최다골인 3골을 넣으면서 대한민국이 8강에 오르는 데 공헌하였다.
2011년 AFC 아시안컵을 앞두고 2010년 12월 대한민국 축구 국가대표팀에 첫 발탁되었으며, 이는 만 18세 175일로 최연소 국가대표 발탁 기록으로는 역대 4번째 기록에 속한다. 2010년 12월 30일 시리아와의 평가전 후반전에 김보경과의 교체 출장으로 첫 A매치 데뷔전을 치렀다. 갓 20세가 된 해에 2011 카타르 아시안컵 국가대표로 출전, 2011년 1월 18일에 열린 인도와의 경기에서 후반 36분 A매치 데뷔골을 기록하였다. 이 대회는 손흥민과 박지성이 함께한 처음이자 마지막 대회다.
2011년 10월 12일 손흥민의 아버지 손웅정이 소속 팀 적응 문제와 어린 선수인 점을 들어, 성장하기 전까지 국가대표팀 차출을 자제해 달라고 요구했다. 이에 국가대표팀 감독 조광래는 필요하다면 차출할 것이라고 응수했다.
2012년 런던 올림픽을 앞두고 손흥민은 소속팀인 함부르거 SV에서의 훈련에 힘을 다하기 위해 런던 올림픽에 출전하지 않겠다고 말했다는 오보가 나왔다. 손흥민은 사실과 다르다고 말했다. 이후 2012년 10월 17일 2014 브라질 월드컵 4차 예선 이란 원정에서 최강희 감독이 이끄는 국가대표팀 교체명단에 이름을 올린 후 교체로 출전했지만, 대한민국은 이란에 0:1로 패하고 말았다. 2013년 2월 6일에 열린 크로아티아와의 친선경기에서는 선발로 출장했으나 득점을 올리지 못했고, 4:0으로 패했다. 함부르거 SV에서와 달리 국가대표팀에서는 인상적인 모습을 보여주지 못하며 자리잡지 못하는 모습을 보였으나, 2013년 3월 26일 카타르와의 2014년 FIFA 월드컵 아시아 지역 최종 예선 경기에서 후반 36분에 교체 출장했고, 후반 51분 경기 종료 직전에 역전골을 넣어 대한민국이 카타르를 상대로 승리를 거둬 본선 진출에 일조했다. 2014년 3월 6일 그리스와의 친선 경기에서 전반 18분 박주영의 골을 도왔으며, 후반 10분 쐐기골을 넣으며 대한민국의 2:0 승리에 기여했다.
2014년 FIFA 월드컵 최종 명단에 포함되어 월드컵에 데뷔한 그는 포르투알레그리에서 열린 알제리와의 2차전 후반전에 만회골을 넣으며 월드컵 데뷔 골을 기록했다. 상파울루에서 열린 3차전 벨기에전에서 얀 페르통언의 골로 패한 후에는 눈물을 흘리는 모습이 잡혔다.
2014년 12월 22일 발표된 2015년 AFC 아시안컵 최종 명단에 포함되었다. 2015년 AFC 아시안컵에서 손흥민은 3득점을 올렸는데, 이 중 결승에서 나온 버저비터 동점골은 대한민국 축구 국가대표팀의 아시안컵 100호골이다. 하지만 대한민국은 결승에서 연장까지 가는 접전 끝에 오스트레일리아에 1-2로 패하며 준우승에 그치고 말았다. 비록 대한민국은 준우승에 머물렀지만, 아시안컵 2015 드림 팀에 곽태휘, 차두리, 기성용과 함께 이름을 올렸다.
2015년 9월 3일에 있었던 라오스전에서 국가대표 발탁 이후 첫 해트트릭을 기록하였고, 이 경기에서 대한민국이 8-0 대승을 거두었다.
2016년 6월 27일 발표된 리우 올림픽 출전 U-23 대표팀 최종 명단에 와일드카드로 이름을 올렸다. 비록 대한민국은 온두라스에 패해 8강에 그쳤지만, 2골을 넣으며 활약했다. 벨루오리존치에서 열린 8강전인 온두라스 축구 국가대표팀과의 경기에서 1-0 패배 후 눈물을 다시한번 쏟으며 2년 전의 기억을 되풀이했다. 당시에는 아직 미필이었던지라, 이번 대회 메달과 함께 병역특례를 노려볼 수 있었던 손흥민 입장에서는 아쉬운 결과였다.
2016년 10월 6일 수원에서 열린 카타르와의 2018년 FIFA 월드컵 아시아 3차 예선 3차전에 선발 출장해 기성용의 선제골을 도왔고, 역전골을 넣으며 1골 1도움으로 대한민국의 3:2 승리를 이끌어 경기 MVP로 선정되었다. 이 경기는 손흥민의 50번째 A매치 출전이었는데 1980년대 이후만 놓고 보면 박지성(23세 349일), 기성용(24세 13일)에 이어 역대 세 번째로 어린 나이이며 역대 한국 축구대표팀 선수 중에 A매치 50경기 이상을 뛴 선수가 69명인데 손흥민은 그 중 10번째로 어린 나이로 달성한 출전기록이다.
2017년 10월 10일 모로코 축구 국가대표팀과의 친선전에서 후반 20분 팀 동료 구자철이 만들어낸 페널티킥을 성공시키며 2016년 10월 6일 카타르 축구 국가대표팀과의 월드컵 예선전 이후 370일 만에 국가대표팀에서 골을 성공시켰다. 2017년 11월 10일 콜롬비아와의 친선전에서 멀티 골을 기록하여 2:1로 승리하는데 기여하였고 11월 14일에 열린 세르비아와의 친선전에서는 비록 골은 못 넣었으나 날카로운 슈팅을 많이 기록했다.
로스토프라도누에서 열린 2018년 FIFA 월드컵 조별 예선 멕시코와의 2차전 경기에서 종료 직전 1골을 기록하여 영패를 면했다. 카잔에서 열린 조별 예선 독일과의 3차전 경기에서도 후반 추가시간 1골을 기록하여 2-0 승리에 기여하였다. 당시 상황이 좀 황당했는데, 독일의 마누엘 노이어 골키퍼가 제멋대로 포지션을 윙어로 바꾼 뒤 대한민국의 골대 근처까지 들어와서 대한민국의 조현우 골키퍼와 마주보고 있는 상황까지 갔다. 이 틈을 타 주세종이 노이어의 볼을 빼앗아 손흥민에게 패스를 넣어 줬으며, 이 패스는 하프라인을 넘기 전에 받은 것이기 때문에 오프사이드가 아니었다. 손흥민은 주세종에게 패스를 받아서 아무도 없는 텅 빈 독일 골대를 향해 미친듯이 뛰어가서 잽싸게 골을 넣었다. 이로 인해 박지성과 안정환에 이어 손흥민은 월드컵 통산 3번째 골을 넣은 대한민국 선수로 기록됨과 동시에, 대한민국 선수 최초의 월드컵 단일 대회 2경기 연속 득점을 기록했다. 이는 대한민국 월드컵 통산 34번째 득점이다.
월드컵을 마감한 후 토트넘 홋스퍼 FC 구단의 허락을 받은 후 조현우, 황의조와 함께 와일드카드로 선발되어 출전한 2018년 아시안 게임에서는 주로 공격보다 볼 배급 및 상대편 수비진 유인에 주력한 탓에 키르기스스탄전에서 기록한 1골에 그쳤지만, 5개의 어시스트를 기록하며 대한민국의 아시안 게임 2연패 및 통산 5회 우승에 일조했다. 자신도 국제 대회에서의 첫 우승을 맛보면서 병역특례를 받아 지속적인 해외 리그 활동이 가능해졌다.
2018년 10월 16일 천안에서 열린 파나마와의 친선경기에서 황인범의 득점을 어시스트했다.
2019년 10월 10일 화성종합경기타운 주경기장에서 열린 스리랑카 축구 국가대표팀과 2022년 FIFA 월드컵 아시아 지역 2차 예선 2차전에 선발 출전하여 전반전에만 2골 1어시스트를 기록하고, 후반 16분에 권창훈과 교체되었다.
그 후 2022년 FIFA 월드컵 아시아 지역 최종 예선에서 4골을 터뜨려 대한민국의 10회 연속 월드컵 본선 진출이라는 대업 달성에 기여했고 2022년 6월 6일 칠레와의 친선 경기에서는 A매치 통산 100번째 경기에 선발 출전하며 대한민국 선수로는 16번째로 센추리클럽에 가입하는 영예를 안았으며 또한 이 경기에서 결승골까지 터뜨리며 팀의 2-0 완승을 이끌었다.
2022년 6월 10일 파라과이와의 A매치 평가전에서 프리킥을 성공시켰고 9월 23일 열린 코스타리카와의 경기에서도 프리킥 동점 골을 성공시키며 A매치 통산 34호골로 대한민국 남자축구 국가대표 팀 역대 득점 4위로 올라섰다.
2022년 FIFA 월드컵을 앞두고 올랭피크 드 마르세유와의 챔피언스 리그 경기 도중 샹셀 음벰바와 충돌해 안와골절상을 당했고, 이 때문에 그는 월드컵 시즌 내내 안면보호 마스크를 쓰고 뛰어야 했다. 결국 카타르 월드컵에서는 득점을 올리지 못했지만, 포르투갈과의 2022년 FIFA 월드컵 H조 최종전에서 후반전 추가시간에 황희찬의 역전골을 어시스트하며 대한민국의 12년 만의 월드컵 16강 진출을 이끌었다.
2024년 1월 손흥민은 2023년 AFC 아시안컵에 위르겐 클린스만이 지휘하는 국가대표팀에 주장으로 참가했다. 그는 요르단과의 조별리그 2차전에서 페널티킥으로 선제골을 성공했고, 이 경기는 2-2 무승부로 끝났다. 그는 16강전에서 사우디아라비아를 상대로 승부차기에서 대한민국의 첫 번째 선수로 나섰고 4-2로 승리하는 데 기여했다. 또한 8강전에서 오스트레일리아를 상대로 한 2-1로 승리했으며, 후반 추가시간에 페널티킥을 유도했으며 연장전에서 프리킥으로 결승골을 넣었다. 대한민국은 준결승에서 다시 요르단을 만났지만, 2-0으로 패배했다.

### 주요 출전 국제대회
- 2008년 AFC U-16 챔피언십 국가대표
- 2009년 FIFA U-17 월드컵 국가대표
- 2011년 AFC 아시안컵 국가대표
- 2014년 FIFA 월드컵 국가대표
- 2015년 AFC 아시안컵 국가대표
- 2016년 리우 올림픽 국가대표 (WC)
- 2018년 FIFA 월드컵 국가대표
- 2018년 자카르타-팔렘방 아시안 게임 국가대표 (WC)
- 2019년 AFC 아시안컵 국가대표 주장
- 2022년 FIFA 월드컵 국가대표 주장
- 2023년 AFC 아시안컵 국가대표 주장

## 수상 내역

### 대회 기록
토트넘 홋스퍼 FC (2015~2025)
- UEFA 유로파 리그 ● 우승 : 2024-25[84]
- UEFA 챔피언스리그 ● 준우승 : 2018-19[85]
- EFL컵 ● 준우승 : 2020-21[86]

대한민국 축구 국가대표팀 (2010~ )
- AFC 아시안컵 ● 준우승 : 2015, ● 3위 : 2011
- AFC U-16 축구 선수권 대회 ● 준우승 : 2008
- 아시안 게임 축구 ● 금메달 : 2018

### 개인
- 프리미어 리그 득점왕: 2021-2022
- 리그 이달의 선수: 2016년 9월, 2017년 4월, 2020년 10월, 2023년 9월
- 프리미어 리그 올해의 골: 2019-20
- 프리미어 리그 이달의 골: 2018년 11월, 2019년 12월
- PFA 올해의 팀: 2020-21
- PFA 팬 선정 이달의 선수: 2018년 1월
- 발롱도르 후보: 2019 (22위), 2022 (11위)
- FA컵 득점왕: 2016-17
- FIFA FIFPro 월드 XI 후보: 2019 (FW 14위), 2020 (FW 15위)
- FIFA 푸스카스상: 2020
- 런던 풋볼 어워드 올해의 선수: 2018-19
- 런던 풋볼 어워드 올해의 골: 2019-20, 2022-23
- 토트넘 홋스퍼 원홋스퍼 올해의 선수: 2018-19, 2019-20, 2021-22
- 토트넘 홋스퍼 원홋스퍼 주니어 올해의 선수: 2018-19, 2019-20, 2021-22
- 토트넘 홋스퍼 오피셜 서포터즈 클럽 올해의 선수: 2018-19, 2019-20, 2021-22
- 토트넘 홋스퍼 오피셜 서포터즈 클럽 올해의 골: 2018-19, 2019-20, 2022-23
- 토트넘 홋스퍼 레전드 선정 올해의 선수: 2019-20
- 토트넘 홋스퍼 2010년대의 골: 2019-20
- 토트넘 홋스퍼 AIA 올해의 선수: 2018-19, 2020-21
- 토트넘 홋스퍼 AIA 이달의 선수: 2019년 9월ㆍ10월ㆍ11월, 2020년 2월ㆍ9월ㆍ10월
- 토트넘 홋스퍼 AIA 이달의 골: 2020년 9월ㆍ10월ㆍ11월ㆍ12월, 2021년 8월, 2022년 3월ㆍ4월, 2023년 1월
- AFC 아시아 베스트 XI: 2012
- AFC 아시안컵 베스트 XI: 2015
- AFC 올해의 아시안 국제 선수: 2015, 2017, 2019, 2020
- AFC 아시아 월드컵 역대 베스트 XI: 2020
- IFFHS 올해의 아시안 축구 선수: 2020, 2021
- IFFHS 올해의 AFC 남자팀: 2020
- IFFHS 10년의 AFC 최고 남자 선수 (2011–2020): 2020
- IFFHS 10년의 AFC 남자팀 (2011–2020): 2020
- KFA 올해의 선수: 2013, 2014, 2017, 2019, 2020, 2021, 2022
- KFA 올해의 골: 2015, 2016, 2018, 2021, 2023
- UEFA 챔피언스 리그 조별리그의 팀: 2019-20
- UEFA 챔피언스 리그 최고의 세트피스 골: 2014-15
- UEFA 챔피언스  리그 프랑스 풋볼 베스트 XI : 2018-19
- 아시아 최고의 축구 선수: 2014, 2015, 2017, 2018, 2019, 2020, 2021, 2022, 2023
- 아시안 게임 도움왕: 2018
- 아시안 어워드 스포츠 부문: 2016
- 아시아체육기자연맹 올해의 남자 선수: 2018
- ESPN 올해 최고의 아시아 축구 선수: 2013
- ESPN FC 100 올해 포지션별 세계 최고의 축구 선수: 2019 (윙어 5위), 2020 (포워드 7위)
- BBC 프리미어 리그 올해의 팀: 2020
- BBC 프리미어 리그 올해의 골: 2020
- 스카이스포츠 프리미어 리그 올해의 골: 2020
- 스카이스포츠 프리미어 리그 역대 최고의 골: 2020
- 디애슬레틱 프리미어 리그 올해의 팀: 2021
- 디애슬레틱 프리미어 리그 올해의 골: 2020
- 가디언 올해 세계 최고의 축구 선수: 2019 (19위), 2020 (22위)
- 분데스리가 전반기의 신인: 2010-11
- 함부르거 역대 베스트 XI: 2018

### 대한민국 정부
- 체육훈장 청룡장 (1등급, 2022)

## 기록

### 통산 기록

#### 클럽
- 2025년 5월 25일 기준

| 클럽               | 시즌           | 리그              | 리그 | 리그 | 리그 | 국내컵 | 국내컵 | 국내컵 | 리그컵 | 리그컵 | 리그컵 | UEFA | UEFA | UEFA | 합계 | 합계 | 합계 |
| 클럽               | 시즌           | 디비젼            | 경기 | 골   | 도움 | 경기   | 골     | 도움   | 경기   | 골     | 도움   | 경기 | 골   | 도움 | 경기 | 골   | 도움 |
| ------------------ | -------------- | ----------------- | ---- | ---- | ---- | ------ | ------ | ------ | ------ | ------ | ------ | ---- | ---- | ---- | ---- | ---- | ---- |
| 함부르거 SV II     | 2009-10        | 레기오날리가 노드 | 6    | 1    | 0    | —      | —      | —      | —      | —      | —      | —    | —    | —    | 6    | 1    | 0    |
| 함부르거 SV        | 2010-11        | 분데스리가        | 13   | 3    | 0    | 1      | 0      | 0      | —      | —      | —      | —    | —    | —    | 14   | 3    | 0    |
| 함부르거 SV        | 2011-12        | 분데스리가        | 27   | 5    | 1    | 3      | 0      | 0      | —      | —      | —      | —    | —    | —    | 30   | 5    | 1    |
| 함부르거 SV        | 2012-13        | 분데스리가        | 33   | 12   | 2    | 1      | 0      | 0      | —      | —      | —      | —    | —    | —    | 34   | 12   | 2    |
| 함부르거 SV        | 합계           | 합계              | 73   | 20   | 3    | 5      | 0      | 0      | —      | —      | —      | —    | —    | —    | 78   | 20   | 3    |
| 바이어 04 레버쿠젠 | 2013-14        | 분데스리가        | 31   | 10   | 4    | 4      | 2      | 1      | —      | —      | —      | 8    | 0    | 2    | 43   | 12   | 7    |
| 바이어 04 레버쿠젠 | 2014-15        | 분데스리가        | 30   | 11   | 2    | 2      | 1      | 0      | —      | —      | —      | 10   | 5    | 1    | 42   | 17   | 3    |
| 바이어 04 레버쿠젠 | 2015-16        | 분데스리가        | 1    | 0    | 0    | 0      | 0      | 0      | —      | —      | —      | 1    | 0    | 0    | 2    | 0    | 0    |
| 바이어 04 레버쿠젠 | 합계           | 합계              | 62   | 21   | 6    | 6      | 3      | 1      | —      | —      | —      | 19   | 5    | 3    | 87   | 29   | 10   |
| 토트넘 홋스퍼      | 2015-16        | 프리미어리그      | 28   | 4    | 1    | 4      | 1      | 1      | 1      | 0      | 0      | 7    | 3    | 4    | 40   | 8    | 6    |
| 토트넘 홋스퍼      | 2016-17        | 프리미어리그      | 34   | 14   | 6    | 5      | 6      | 1      | 0      | 0      | 0      | 8    | 1    | 0    | 47   | 21   | 7    |
| 토트넘 홋스퍼      | 2017-18        | 프리미어리그      | 37   | 12   | 6    | 7      | 2      | 3      | 2      | 0      | 2      | 7    | 4    | 0    | 53   | 18   | 11   |
| 토트넘 홋스퍼      | 2018-19        | 프리미어리그      | 31   | 12   | 6    | 1      | 1      | 2      | 4      | 3      | 0      | 12   | 4    | 1    | 48   | 20   | 9    |
| 토트넘 홋스퍼      | 2019-20        | 프리미어리그      | 30   | 11   | 10   | 4      | 2      | 0      | 1      | 0      | 0      | 6    | 5    | 2    | 41   | 18   | 12   |
| 토트넘 홋스퍼      | 2020-21        | 프리미어리그      | 37   | 17   | 10   | 2      | 0      | 4      | 3      | 1      | 0      | 9    | 4    | 3    | 51   | 22   | 17   |
| 토트넘 홋스퍼      | 2021-22        | 프리미어리그      | 35   | 23   | 7    | 2      | 0      | 0      | 4      | 0      | 0      | 4    | 1    | 1    | 45   | 24   | 8    |
| 토트넘 홋스퍼      | 2022-23        | 프리미어리그      | 36   | 10   | 6    | 3      | 2      | 0      | 0      | 0      | 0      | 8    | 2    | 0    | 47   | 14   | 6    |
| 토트넘 홋스퍼      | 2023-24        | 프리미어리그      | 35   | 17   | 10   |        |        |        | 1      | 0      | 0      |      |      |      | 36   | 17   | 10   |
| 토트넘 홋스퍼      | 2024-25        | 프리미어리그      | 30   | 7    | 9    | 2      | 0      | 1      | 4      | 1      | 0      | 10   | 3    | 1    | 46   | 11   | 11   |
| 토트넘 홋스퍼      | 합계           | 합계              | 333  | 127  | 71   | 30     | 14     | 12     | 20     | 5      | 2      | 71   | 27   | 12   | 454  | 173  | 97   |
| 클럽 경력 통산     | 클럽 경력 통산 | 클럽 경력 통산    | 474  | 169  | 80   | 41     | 17     | 13     | 21     | 5      | 2      | 89   | 32   | 15   | 563  | 208  | 97   |

1. 1 2 3 4 5 6  UEFA 챔피언스리그 출전 경기 포함
2. 1 2  UEFA 유로파리그 출전 경기 포함
3. ↑  UEFA 챔피언스리그 6경기 1골, UEFA 유로파리그 2경기 출전 경기 포함
4. ↑  UEFA 유로파컨퍼런스리그 출전 경기 포함

| 상대팀                    | 골 수 | 날짜 |
| ------------------------- | ----- | --- |
| 사우샘프턴 FC             | 10    | 2016, 05, 08 2016, 12, 29 2017, 12, 26 2018, 12, 06 2020, 09, 20 2021, 04, 22 2022, 02, 10              |
| 레스터 시티 FC            | 9     | 2017, 05, 19 2018, 12, 09 2019, 02, 10 2022, 05, 01 2022, 09, 18                                        |
| 크리스탈 팰리스 FC        | 9     | 2015, 09, 20 2017, 11, 05 2019, 04, 04 2019, 09, 14 2021, 12, 27 2023, 01, 05 2023, 10, 28 2024, 03, 02 |
| AFC 본머스                | 7     | 2017, 04, 15 2018, 03, 12 2018, 12, 27 2023, 04, 15 2023, 12, 31                                        |
| 리버풀 FC                 | 7     | 2017, 10, 23 2020, 12, 17 2021, 12, 20 2022, 05, 08 2023, 04, 30 2023, 10, 01 2024, 05, 05              |
| 에버턴 FC                 | 7     | 2018, 01, 14 2018, 12, 24 2022, 03, 08 2023, 12, 24 2024, 08, 24                                        |
| 아스널 FC                 | 7     | 2020, 07, 13 2020, 12, 07 2021, 09, 27 2022, 05, 13 2023, 09, 25 2024, 04, 28                           |
| 왓퍼드 FC                 | 6     | 2015, 12, 29 2017, 04, 08 2017, 12, 03 2019, 01, 31 2021, 08, 29                                        |
| 웨스트햄 유나이티드 FC    | 6     | 2018, 01, 05 2019, 11, 23 2020, 10, 19 2022, 03, 21 2023, 02, 20                                        |
| 번리 FC                   | 6     | 2017, 04, 01 2019, 12, 07 2020, 10, 27 2023, 09, 02                                                     |
| 아스톤 빌라 FC            | 6     | 2020, 02, 16 2022, 04, 10 2024, 03, 10                                                                  |
| 맨체스터 시티 FC          | 5     | 2017, 01, 22 2020, 02, 02 2020, 11, 22 2021, 08, 16 2023, 12, 04                                        |
| 뉴캐슬 유나이티드 FC      | 5     | 2019, 02, 02 2020, 07, 16 2021, 10, 18 2022, 04, 04 2023, 12, 11                                        |
| 맨체스터 유나이티드 FC    | 4     | 2020, 10, 05 2021, 04, 12 2023, 04, 28                                                                  |
| 노리치 시티 FC            | 4     | 2020, 01, 22 2021, 12, 05 2022, 05, 23                                                                  |
| 스토크 시티 FC            | 3     | 2016, 09, 10 2017, 12, 10                                                                               |
| 리즈 유나이티드 FC        | 3     | 2021, 01, 02 2021, 05, 08 2022, 02, 26                                                                  |
| 첼시 FC                   | 2     | 2016, 05, 03 2018, 11, 25                                                                               |
| 미들즈브러 FC             | 2     | 2016, 09, 24                                                                                            |
| 스완지 시티 AFC           | 2     | 2016, 12, 04 2017, 04, 06                                                                               |
| 브라이턴 & 호브 앨비언 FC | 2     | 2017, 12, 14 2023, 04, 08                                                                               |
| 허더즈필드 타운 FC        | 2     | 2018, 03, 04                                                                                            |
| 셰필드 유나이티드 FC      | 2     | 2019, 11, 10 2021, 05, 03                                                                               |
| 카디프 시티 FC            | 1     | 2019, 01, 02                                                                                            |
| 웨스트브로미치 앨비언 FC  | 1     | 2021, 02, 07                                                                                            |
| 브렌트퍼드 FC             | 1     | 2021, 12, 03                                                                                            |
| 노팅엄 포레스트 FC        | 1     | 2023, 03, 12                                                                                            |
| 풀럼 FC                   | 1     | 2023, 10, 24                                                                                            |
| 루턴 타운 FC              | 1     | 2024, 03, 31                                                                                            |

| 상대팀                    | 골 수 | 날짜                                   |
| ------------------------- | ----- | -------------------------------------- |
| 보루시아 도르트문트       | 5     | 2012, 09, 22 2013, 02, 10 2013, 12, 08 |
| 하노버 96                 | 4     | 2010, 11, 20 2012, 04, 14 2014, 11, 22 |
| 1. FSV 마인츠 05          | 4     | 2012, 11, 17 2013, 04, 13 2015, 04, 11 |
| 1. FC 뉘른베르크          | 3     | 2012, 04, 21 2013, 11, 30              |
| FC 아우크스부르크         | 3     | 2012, 10, 27 2014, 03, 27 2014, 09, 25 |
| SV 베르더 브레멘          | 3     | 2013, 01, 27 2014, 05, 10 2014, 09, 13 |
| 함부르거 SV               | 3     | 2013, 11, 09                           |
| VfL 볼프스부르크          | 3     | 2015, 02, 14                           |
| 1. FC 쾰른                | 2     | 2010, 10, 30 2011, 08, 27              |
| SC 프라이부르크           | 2     | 2011, 10, 16 2013, 08, 10              |
| VfB 슈투트가르트          | 2     | 2014, 10, 18                           |
| SC 파더보른 07            | 2     | 2015, 03, 09                           |
| 헤르타 BSC 베를린         | 1     | 2011, 08, 13                           |
| 아인트라흐트 프랑크푸르트 | 1     | 2012, 09, 17                           |
| SpVgg 그로이터 퓌르트     | 1     | 2012, 10, 06                           |
| TSG 1899 호펜하임         | 1     | 2013, 05, 11                           |
| 보루시아 묀헨글라트바흐   | 1     | 2014, 02, 08                           |

### 국가대표팀 주요 국제대회 참가 기록
- 2008년 AFC U-16 챔피언십 국가대표
- 2009년 FIFA U-17 월드컵 국가대표
- 2011년 AFC 아시안컵 국가대표
- 2014년 FIFA 월드컵 국가대표
- 2015년 AFC 아시안컵 국가대표
- 2016년 리우 올림픽 국가대표
- 2018년 FIFA 월드컵 국가대표
- 2018년 자카르타-팔렘방 아시안 게임 국가대표 (와일드카드)
- 2019년 AFC 아시안컵 국가대표
- 2022년 FIFA 월드컵 국가대표
- 2023년 AFC 아시안컵 국가대표

### 국가대표팀 득점 기록
득점과 결과 테이블에는 대한민국 국가대표팀의 득점을 먼저 기록하였다.
| #  | 일시             | 장소                                               | 상대 국가      | 득점 | 결과 | 매치 형식                               |
| -- | ---------------- | -------------------------------------------------- | -------------- | ---- | ---- | --------------------------------------- |
| 1  | 2011년 1월 18일  | 카타르 도하 타니 빈 자심 스타디움                  | 인도           | 4-1  | 4-1  | 2011년 AFC 아시안컵                     |
| 2  | 2013년 3월 26일  | 대한민국 서울 서울월드컵경기장                     | 카타르         | 2-1  | 2-1  | 2014년 FIFA 월드컵 아시아 지역 4차 예선 |
| 3  | 2013년 9월 6일   | 대한민국 인천 인천축구전용경기장                   | 아이티         | 1-0  | 4-1  | 친선경기                                |
| 4  | 2013년 9월 6일   | 대한민국 인천 인천축구전용경기장                   | 아이티         | 4-1  | 4-1  | 친선경기                                |
| 5  | 2013년 10월 15일 | 대한민국 천안 천안종합운동장                       | 말리           | 2-1  | 3-1  | 친선경기                                |
| 6  | 2014년 3월 5일   | 그리스 아테네 카라이스카키스 스타디움              | 그리스         | 2-0  | 2-0  | 친선경기                                |
| 7  | 2014년 6월 22일  | 브라질 포르투알레그리 이스타지우 베이라히우        | 알제리         | 1-3  | 2-4  | 2014년 FIFA 월드컵                      |
| 8  | 2015년 1월 22일  | 오스트레일리아 멜버른 멜버른 렉탱귤러 스타디움     | 우즈베키스탄   | 1-0  | 2-0  | 2015년 AFC 아시안컵                     |
| 9  | 2015년 1월 22일  | 오스트레일리아 멜버른 멜버른 렉탱귤러 스타디움     | 우즈베키스탄   | 2-0  | 2-0  | 2015년 AFC 아시안컵                     |
| 10 | 2015년 1월 31일  | 오스트레일리아 시드니 스타디움 오스트레일리아      | 오스트레일리아 | 1-1  | 1-2  | 2015년 AFC 아시안컵                     |
| 11 | 2015년 6월 16일  | 태국 방콕 라차망칼라 스타디움                      | 미얀마         | 2-0  | 2-0  | 2018년 FIFA 월드컵 아시아 지역 2차 예선 |
| 12 | 2015년 9월 3일   | 대한민국 화성 화성종합경기타운                     | 라오스         | 2-0  | 8-0  | 2018년 FIFA 월드컵 아시아 지역 2차 예선 |
| 13 | 2015년 9월 3일   | 대한민국 화성 화성종합경기타운                     | 라오스         | 5-0  | 8-0  | 2018년 FIFA 월드컵 아시아 지역 2차 예선 |
| 14 | 2015년 9월 3일   | 대한민국 화성 화성종합경기타운                     | 라오스         | 7-0  | 8-0  | 2018년 FIFA 월드컵 아시아 지역 2차 예선 |
| 15 | 2015년 11월 17일 | 라오스 비엔티안 라오스 신국립경기장                | 라오스         | 3-0  | 5-0  | 2018년 FIFA 월드컵 아시아 지역 2차 예선 |
| 16 | 2015년 11월 17일 | 라오스 비엔티안 라오스 신국립경기장                | 라오스         | 5-0  | 5-0  | 2018년 FIFA 월드컵 아시아 지역 2차 예선 |
| 17 | 2016년 10월 6일  | 대한민국 수원 수원월드컵경기장                     | 카타르         | 3-2  | 3-2  | 2018년 FIFA 월드컵 아시아 지역 3차 예선 |
| 18 | 2017년 10월 10일 | 스위스 빌/비엔 티쏘 아레나                         | 모로코         | 1-3  | 1-3  | 친선경기                                |
| 19 | 2017년 11월 10일 | 대한민국 수원 수원월드컵경기장                     | 콜롬비아       | 1-0  | 2-1  | 친선경기                                |
| 20 | 2017년 11월 10일 | 대한민국 수원 수원월드컵경기장                     | 콜롬비아       | 2-0  | 2-1  | 친선경기                                |
| 21 | 2018년 5월 28일  | 대한민국 대구 대구스타디움                         | 온두라스       | 1-0  | 2-0  | 친선경기                                |
| 22 | 2018년 6월 23일  | 러시아 로스토프 로스토프 아레나                    | 멕시코         | 1-2  | 1-2  | 2018년 FIFA 월드컵                      |
| 23 | 2018년 6월 27일  | 러시아 카잔 카잔 아레나                            | 독일           | 2-0  | 2-0  | 2018년 FIFA 월드컵                      |
| 24 | 2019년 3월 26일  | 대한민국 서울 서울월드컵경기장                     | 콜롬비아       | 1-0  | 2-1  | 친선경기                                |
| 25 | 2019년 10월 10일 | 대한민국 화성 화성종합경기타운                     | 스리랑카       | 1-0  | 8-0  | 2022년 FIFA 월드컵 아시아 지역 2차 예선 |
| 26 | 2019년 10월 10일 | 대한민국 화성 화성종합경기타운                     | 스리랑카       | 5-0  | 8-0  | 2022년 FIFA 월드컵 아시아 지역 2차 예선 |
| 27 | 2021년 6월 13일  | 대한민국 고양 고양종합운동장                       | 레바논         | 2-1  | 2-1  | 2022년 FIFA 월드컵 아시아 지역 2차 예선 |
| 28 | 2021년 10월 7일  | 대한민국 안산 안산와스타디움                       | 시리아         | 2-1  | 2-1  | 2022년 FIFA 월드컵 아시아 지역 3차 예선 |
| 29 | 2021년 10월 12일 | 이란 테헤란 아자디 스타디움                        | 이란           | 1-0  | 1-1  | 2022년 FIFA 월드컵 아시아 지역 3차 예선 |
| 30 | 2021년 11월 16일 | 카타르 도하 타니 빈 자심 스타디움                  | 이라크         | 2-0  | 3-0  | 2022년 FIFA 월드컵 아시아 지역 3차 예선 |
| 31 | 2022년 3월 24일  | 대한민국 서울 서울월드컵경기장                     | 이란           | 1-0  | 2-0  | 2022년 FIFA 월드컵 아시아 지역 3차 예선 |
| 32 | 2022년 6월 6일   | 대한민국 대전 대전월드컵경기장                     | 칠레           | 2-0  | 2-0  | 친선경기                                |
| 33 | 2022년 6월 10일  | 대한민국 수원 수원월드컵경기장                     | 파라과이       | 1-2  | 2-2  | 친선경기                                |
| 34 | 2022년 9월 23일  | 대한민국 고양 고양종합운동장                       | 코스타리카     | 2-2  | 2-2  | 친선경기                                |
| 35 | 2022년 9월 27일  | 대한민국 서울 서울월드컵경기장                     | 카메룬         | 1-0  | 1-0  | 친선경기                                |
| 36 | 2023년 3월 24일  | 대한민국 울산 울산문수축구경기장                   | 콜롬비아       | 1-0  | 2-2  | 친선경기                                |
| 37 | 2023년 3월 24일  | 대한민국 울산 울산문수축구경기장                   | 콜롬비아       | 2-0  | 2-2  | 친선경기                                |
| 38 | 2023년 10월 17일 | 대한민국 수원 수원월드컵경기장                     | 베트남         | 4-0  | 6-0  | 친선경기                                |
| 39 | 2023년 11월 16일 | 대한민국 서울 서울월드컵경기장                     | 싱가포르       | 3-0  | 5-0  | 2026년 FIFA 월드컵 아시아 지역 2차 예선 |
| 40 | 2023년 11월 21일 | 중국 산둥성 선전 유니버시아드 스포츠 센터          | 중화인민공화국 | 1-0  | 3-0  | 2026년 FIFA 월드컵 아시아 지역 2차 예선 |
| 41 | 2023년 11월 21일 | 중국 산둥성 선전 유니버시아드 스포츠 센터          | 중화인민공화국 | 2-0  | 3-0  | 2026년 FIFA 월드컵 아시아 지역 2차 예선 |
| 42 | 2024년 1월 20일  | 카타르 도하 알투마마 스타디움                      | 요르단         | 1-0  | 2-2  | 2023년 AFC 아시안컵                     |
| 43 | 2024년 1월 25일  | 카타르 알와크라 알자누브 스타디움                  | 말레이시아     | 3-2  | 3-3  | 2023년 AFC 아시안컵                     |
| 44 | 2024년 2월 2일   | 카타르 알와크라 알자누브 스타디움                  | 오스트레일리아 | 2-1  | 2-1  | 2023년 AFC 아시안컵                     |
| 45 | 2024년 3월 21일  | 대한민국 서울 서울월드컵경기장                     | 태국           | 1-0  | 1-1  | 2026년 FIFA 월드컵 아시아 지역 2차 예선 |
| 46 | 2024년 3월 26일  | 태국 방콕 라차망칼라 스타디움                      | 태국           | 2-0  | 3-0  | 2026년 FIFA 월드컵 아시아 지역 2차 예선 |
| 47 | 2024년 6월 6일   | 싱가포르 싱가포르 국립경기장                       | 싱가포르       | 3-0  | 7-0  | 2026년 FIFA 월드컵 아시아 지역 2차 예선 |
| 48 | 2024년 6월 6일   | 싱가포르 싱가포르 국립경기장                       | 싱가포르       | 5-0  | 7-0  | 2026년 FIFA 월드컵 아시아 지역 2차 예선 |
| 49 | 2024년 9월 10일  | 오만 무스카트 술탄 카부스종합운동장                | 오만           | 2-1  | 3-1  | 2026년 FIFA 월드컵 아시아 지역 3차 예선 |
| 50 | 2024년 11월 14일 | 쿠웨이트 쿠웨이트시티 자베르 알아흐마드 국제경기장 | 쿠웨이트       | 2-0  | 3-1  | 2026년 FIFA 월드컵 아시아 지역 3차 예선 |
| 51 | 2024년 11월 19일 | 요르단 암만 암만 국제경기장                        | 팔레스타인     | 1-1  | 1-1  | 2026년 FIFA 월드컵 아시아 지역 3차 예선 |

### U-23 대표팀(올림픽, 아시안게임) 득점 기록
| # | 일시            | 장소                                 | 상대 국가    | 득점 | 결과 | 매치 형식                         |
| - | --------------- | ------------------------------------ | ------------ | ---- | ---- | --------------------------------- |
| 1 | 2016년 8월 4일  | 브라질 사우바도르 아레나 폰치 노바   | 피지         | 6-0  | 8-0  | 2016년 리우 올림픽                |
| 2 | 2016년 8월 7일  | 브라질 사우바도르 아레나 폰치 노바   | 독일         | 2-2  | 3-3  | 2016년 리우 올림픽                |
| 3 | 2018년 8월 20일 | 인도네시아 반둥 잘락 하루팟 스타디움 | 키르기스스탄 | 1-0  | 1-0  | 2018년 자카르타-팔렘방 아시안게임 |

#### 해트트릭 이상 기록
| # | 일시             | 장소                   | 소속팀                   | 상대         | 득점      | 결과 | 비고          |
| - | ---------------- | ---------------------- | ------------------------ | ------------ | --------- | ---- | ------------- |
| 1 | 2013년 11월 10일 | 바이아레나             | 바이어 레버쿠젠          | 함부르거     | 3골 1도움 | 5-3  | 분데스리가    |
| 2 | 2015년 2월 14일  | 바이아레나             | 바이어 레버쿠젠          | 볼프스부르크 | 3골       | 4-5  | 분데스리가    |
| 3 | 2015년 9월 3일   | 화성종합경기타운       | 대한민국 축구 국가대표팀 | 라오스       | 3골       | 8-0  | 월드컵 예선   |
| 4 | 2017년 3월 12일  | 화이트 하트 레인       | 토트넘 홋스퍼            | 밀월         | 3골 1도움 | 6-0  | 잉글랜드 FA컵 |
| 5 | 2020년 9월 20일  | 세인트 메리스 스타디움 | 토트넘 홋스퍼            | 사우샘프턴   | 4골       | 5-2  | 프리미어리그  |
| 6 | 2022년 4월 9일   | 빌라 파크              | 토트넘 홋스퍼            | 아스톤 빌라  | 3골       | 4-0  | 프리미어리그  |
| 7 | 2022년 9월 17일  | 토트넘 홋스퍼 스타디움 | 토트넘 홋스퍼            | 레스터 시티  | 3골       | 6-2  | 프리미어리그  |
| 8 | 2023년 9월 2일   | 터프 무어              | 토트넘 홋스퍼            | 번리         | 3골       | 5-2  | 프리미어리그  |

## 광고
- 2011년 아디다스
- 2011년 네오위즈게임즈 피파온라인2
- 2013년 넥슨 코리아 피파온라인3
- 2014년 롯데칠성음료 게토레이
- 2014년 LG전자 LG UHD TV, 휘센
- 2018년 피파 온라인 4
- 2018년 하나금융그룹 하나은행, 하나원큐
- 2018년 태그호이어
- 2018년 SK텔레콤
- 2018년 BBC Sounds
- 2019년 유한양행 안티푸라민
- 2019년 올뉴플러스 TS트릴라온
- 2019년 질레트
- 2019년 빙그레 슈퍼콘 - 슈퍼손 슈퍼콘 편
- 2019년 킨게임 영웅신검
- 2019년 SKT 5GX
- 2019년 CJ제일제당 비비고
- 2019년 강원랜드 하이원 워터월드
- 2019년 파워에이드
- 2019년 메르세데스 벤츠
- 2019년 농심 신라면
- 2020년 FIFA 모바일
- 2020년 볼보 S90
- 2020년 아마존 프라임 비디오 프리미어리그
- 2020년 까르띠에
- 2021년 한국관광공사
- 2021년 폴로 랄프로렌 윔블던 캠페인
- 2021년 FIFA 22
- 2021년 롯데리아
- 2021년 배틀그라운드
- 2021년 공부선배
- 2021년 바디프랜드
- 2021년 AIA생명
- 2022년 CU
- 2022년 메가커피
- 2022년 타이거 맥주
- 2022년 TUMI
- 2022년 버버리
- 2022년 레모나
- 2022년 캘빈 클라인
- 2022년 젠틀 몬스터
- 2022년 ASUS
- 2022년 FIFA23
- 2023년 FC24, FC온라인
- 2023년 롯데칠성음료 게토레이
- 2023년 롯데칠성음료 펩시
- 2023년 삼성 갤럭시

※ 처음 계약 체결 당시의 연도를 기준으로 표기

## 평판
2010년에는 FIFA에서 발표한 세계 유망주 23인에 에덴 아자르, 네이마르 등의 유망주들과 함께 이름을 올렸다.
미국의 유명 매체인 블리처 리포트가 3월 22일에 발표한 2011-2012 세계를 뜨겁게 달굴 10대 축구 유망주에 선정되었다.
2013년 3월 13일 프란츠 베켄바워는 독일 언론사 모르겐포스트와의 인터뷰에서 손흥민을 '슈퍼 플레이어'라고 평가하였다.
2013년 11월 18일 손흥민은 유럽 5대 유망주로 선정되었다. 유럽의 축구 통계 전문 홈페이지 후스코어드 닷컴은 '2013-2014시즌 평균 평점'을 가지고 21세 이하(U-21) 선수 중 상위권 5명을 공개했는데, 1위는 8.07점을 기록한 FC 바르셀로나(현재 PSG)의 네이마르, 2위는 7.95점을 기록한 VfL 볼프스부르크의 리카르도 로드리게스, 3위는 7.88점을 기록한 US 사수올로 칼초의 루카 안테이가 차지했고, 손흥민은 맨체스터 유나이티드의 폴 포그바와 함께 7.65점을 기록하며 공동 4위에 올랐다.
2015년 10월에는 발롱도르와 FIFA의 올해 선수상이 통합된 이후 한국선수 최초로 FIFA-발롱도르 59인 후보에 선정되었으나, 23인 후보에는 아쉽게 들지 못했다.
2015년 12월 1일 영국 매체 포포투에서 세계 톱 100을 선정하면서 손흥민을 95위에 올렸다. 아시아 선수 가운데 100위안에 유일하게 이름을 올리며 "우리(포포투)가 꼽은 아시아 최고의 선수"라는 평을 받았다.
2016년 1월 국제스포츠연구소 ‘CIES’는 6일 전세계 축구선수 중 이적가치가 가장 높은 100명의 선수를 선정해 발표하면서 3540만 유로(약 454억 4333만 원)를 기록해 마리오 괴체(24, 바이에른 뮌헨)와 함께 공동 62위에 이름을 올렸다. 100위 안에 이름을 올린 한국 선수는 손흥민이 유일하다.
2016년 4월 런던에서 열린 제 6회 아시안 어워즈 스포츠 부문에 이름을 올렸는데 아시안 어워즈에서 한국인이 상을 수상한 적은 없었고, 손흥민은 그 최초의 수상자로 기록됐다. 스포츠 부문에서도 축구 선수가 상을 수상한 것도 최초의 일이다.
2017 EPL사무국 공식 선수 랭킹에서 16-17시즌 전체 15위로 마감하였다. (리그 14골 6도움, 시즌 21골 7도움, 리그컵 득점왕)
2018 프로 데뷔 8년 차에 접어든 손흥민의 몸값은 해마다 치솟고 있다. 지난 9일 국제축구연맹(FIFA) 산하 국제스포츠연구센터(CIES)는 유럽 5대 리그 선수들의 ‘이적 가치’(transfer values)를 평가해 발표했다. 손흥민의 이적 가치는 7,260만유로(약 929억 원)로 전체 56위를 차지했다. 지난해 CIES가 평가한 가치보다 2배 이상(2017년, 약 358억 원) 상승했다. 해당 기관은 아직 군 복무 문제를 해결하지 손흥민의 가치를 평가 절하시켰을 가능성이 크다. 손흥민이 병역 문제를 말끔히 해결한다면 그의 가치가 1,000억 원 이상으로 충분히 돌파할 수 있을 것이란 전망이 지배적인 이유다.
손흥민은 2018년 아시안 게임에서 금메달을 거두었고 2018년에 병역 혜택이 확정되었다.

## 평가
'그는 단순히 프리미어리그에서 뛰는 선수가 아니다"라며 "프리미어리그를 이끄는 선수이다' - 거스 히딩크 (2016년 10월 4일)

## 기타
- 손흥민은 2008년 당시 FC 서울 유스팀이었던 동북고등학교 축구부 일원으로 FC 서울 홈경기시 서울월드컵경기장에서 볼보이를 하였으며[97] 특히 이청용 선수의 플레이를 보며 프로선수의 꿈을 키웠다.[98][99][100]

- 토트넘 홋스퍼의 팬들은 손흥민의 응원가로 ‘Nice One Sonny’를 부른다.

- 손흥민은 골을 놓은 후 그 순간을 기억하고 담고 싶다는 이유로 손으로 카메라 포즈를 하는 일명 찰칵 셀러브레이션을 한다.

- 손흥민은 경기를 위해 필드에 들어갈 때마다 오른쪽 발로 사이드 라인을 밟은 상태에서 왼쪽 발을 딛지 않고 점프하여 오른발로 필드를 먼저 밟는 루틴이 있다. 그리고 필드에 들어간 후 전력질주 후 점프하는 루틴도 있다.

- 2021년 7월 5일 한국조폐공사에서 손흥민 기념메달을 출시했다.[101]

- 2021년 7월 6일 한국관광공사 한국관광 명예홍보대사의 위촉되었다.[102]

- 2024년 NTX의 손호준이 같은 밀양 손씨임을 언급하며 2022년 FIFA 월드컵에 출전한 손흥민을 응원했다.[103] 손흥민 측에서는 반응하지 않았다.

## 개인 생활
손흥민은 과거 가수 방민아, 유소영과의 열애설이 있었으나, 현재는 솔로이다.
손흥민은 코로나19 범유행 기간에 전국적으로 모든 축구 활동이 중단되자 그 기간 동안 한국에서 병역의  의무를 마쳤다. 아시안게임 금메달로 병역이 면제됐지만 면제 여부와 상관없이 기초군사훈련을 받아야 했기 때문이다. 그는 2020년 4월~5월 제주도에서 열린 대한민국 해병대에서 기초 훈련을 마쳤으며 157명의 훈련생 중 상위 5위에 들었다.
그는 또한 게임 리그 오브 레전드의 팬으로도 알려져 있다. FIFA 게임도 즐겨한다.
2019년에는 손흥민은 고향인 강원도 고성군에 엄청난 피해를 남긴 화재로 인해 생긴 피해자들에게 약 10만 파운드를 기부했다. 2020년에는 한국의 COVID-19 범유행로 인한 피해 등을 돕기 위해 £65,000를 기부했다.

## 플레이 스타일
손흥민은 포워드 전 지역에서 뛸 수 있는 매우 다재다능힌 선수이다. 그는 과거 “어디에서 뛰든 상관없다. 가장 중요한 것은 내가 경기에 뛰고 있다는 것이다. 나는 세컨드 스트라이커나 또는 그 밑에서도 뛸 수 있다. 감독님이 시키는 대로 하겠다. 선호하는 포지션은 따로 없다. 나는 언제 어디서나 throttle에 있을 것이다." 라고 이야기 했었다.
손흥민은 양발 능력, 폭발적인 페이스, 위치 감각, 움직임, 정밀한 컨트롤, 역습에서 특히 효과적인 마무리 능력으로 유명하다. 뿐만 아니라, 그는 사심 없는 활동량과 수비 공헌으로 동료들과 언론으로부터 찬사를 받았고, 스스로 골을 넣는 것 외에도 동료를 도와줄 수 있는 능력을 지니고 있다.
또한 감아차기 능력이 매우 우수하며 필드 ?위 특정 스팟에서 왼발, 오른발 할 것 없이 감아차기로 골을 많이 넣기 때문에 팬들 사이에서 일명 ‘손흥민 존’ 이라고 불리는 스팟이 있을 정도이다.
최근 몇 년 동안, 특히 토트넘에서 많은 성공을 거둔 후, 그는 세계 최고의 선수 중 한 명으로 여겨져 왔으며 종종 역사상 가장 위대한 아시아 축구 선수로 불리고 있다.

## 같이 보기
- A매치 100경기 이상 출전한 축구 선수 명단
- 손흥민 출장 경기 목록